# Théodore Hersart de La Villemarqué

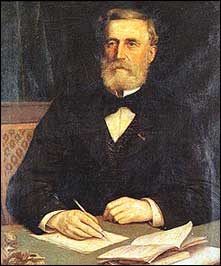
Gemälde von Évariste-Vital Luminais, 1884

Théodore Claude Henri Hersart de La Villemarqué (* 7. Juli 1815 in Quimperlé, Département Finistère; † 8. Dezember 1895 auf Schloss Keransker bei Quimperlé) war ein französischer Sprach- und Altertumswissenschaftler. Er war der Kompilator eines heute weitgehend vergessenen, aber zu seiner Zeit äußerst einflussreichen bretonisch-französischen Nationalepos namens Barzaz Breiz. In welchem Umfang La Villemarqué dieses Epos frei erfundenen hat, ist ungeklärt. Er steht damit wohl in der Tradition des gefälschten schottischen Nationalepos Ossian des Autors James Macpherson.

## Leben
Théodore Hersart de La Villemarqué war Sohn eines Abgeordneten des Département Finistère. Zum Studium der Rechte ging er nach Paris. 1837 präsentierte er dem Bildungsministerium eine Sammlung von 400 Texten zur Veröffentlichung. Der Antrag wurde abgelehnt, worauf La Villemarqué diese 1839 auf eigene Kosten veröffentlichte. Kurz danach reiste er für eine angebliche Quellensuche nach Wales. Dort sei er von keltischen Barden einer Initiation unterzogen worden. Dieses Ritual war jedoch erst 30 Jahre früher von „Iolo Morganwg“ erfundenen worden. In England besuchte er  Stonehenge und die Ruinen von Glastonbury Tor. In Oxford und London soll er gallische Manuskripte gelesen haben, wobei nicht sicher ist, ob er über die dazu nötigen Kenntnisse verfügte.
Sein Barzaz Breiz (in der ersten Auflage Barzas Breiz) wurde von einem von Nationalgefühlen geleiteten Publikum, das solche Neuerscheinungen ungeduldig erwartete, mit Begeisterung aufgenommen. Endlich hatte Frankreich sein lang ersehntes keltisches Nationalepos erhalten, wie es andere europäische Länder bereits besaßen. Teilübersetzungen erscheinen in den folgenden Jahren auf Deutsch, Englisch, Schwedisch und Polnisch. La Villemarqué wurde zum Ritter der Ehrenlegion ernannt. Sein Versuch, als „moderater Republikaner“ eine politische Karriere zu beginnen, blieb jedoch erfolglos.
Die von La Villemarqué angeblich zitierten historischen Schriften wurden von ihm nie vorgelegt, stattdessen behauptete er, diese seien seit 1835 verschollen. Bereits seine Mutter habe zuvor an der Sammlung der Dokumente gearbeitet. Für ihr Verschwinden machte er den Schriftsteller Prosper Mérimée verantwortlich. Als letzten Aufenthaltsort des Originaldokuments gab er ein Kloster in Landévennec an, dort soll es in die Hände eines kürzlich verstorbenen Dieners und aus dessen Nachlass einem Jesuiten zugefallen sein, der das vorchristliche Werk aus Fanatismus vernichtet habe. Mit dieser Darstellung des Sachverhalts kam La Villemarqué den Bemühungen des Bildungsministeriums und des lokalen Préfet und Sous-Préfet zuvor, die bereits Untersuchungen in die Wege geleitet hatten, um das angebliche Originaldokument für die Nachwelt zu sichern. Im Alter räumte La Villemarqué ein, als junger Mann Einzelheiten unvorsichtig interpretiert zu haben, blieb aber im Wesentlichen bei seinem Standpunkt.
Ab 1851 war er korrespondierendes Mitglied der Berliner Akademie der Künste, wo er von Jacob Grimm vorgeschlagen wurde, und ab 1858 Mitglied der Académie des Inscriptions et Belles-Lettres. Er gab auch Jean-François Le Gonidecs Dictionnaire français-breton (1847) mit einer Geschichte der bretonischen Sprache heraus. Der Barzaz Breiz wurde von Moritz Hartmann und Ludwig Pfau gemeinsam ins Deutsche übertragen (Köln 1858). Die beiden Übersetzer hatten den Autor 1852 in der Bretagne besucht. Das Zustandekommen der Sammlung hat Moritz Hartmann in dem Bericht über diese Reise dokumentiert.

## Schriften (Auswahl)
- Barzaz-Breiz. Chants populaires de la Bretagne. 2 Bände. Charpentier, Paris 1839, (Zahlreiche Ausgaben).
- Contes populaires des anciens Bretons. Précédés d’un Essai sur l’origine des épopées chevaleresques de la Table ronde. 2 Bände. Coquebert, Paris 1842, (Digitalisate: Band 1, Band 2).
- Poèmes des bardes bretons du sixième VIe siècle. Renouard u. a., Paris u. a. 1850, (Digitalisat; Nouvelle édition. Didier, Paris 1860).
- Notices des principaux manuscrits d’Angleterre concernant la langue, la littérature et l’histoire des anciens Bretons. In: Archives des Missions Scientifiques et Littéraires. 1856, S. 234–272, (Sonderabdruck, als: Notices des principaux manuscrits des anciens Bretons. 1856).
- Le grand mystère de Jésus Passion et Resurrection. Drame breton du moyen-âge. Avec une étude sur le théatre chez les nations celtiques. Didier, Paris 1865, (Digitalisat; 2. Auflage. ebenda 1866).
- La légende celtique, en Irlande, en Cambrie et en Bretagne. Prud’hommé u. a., Saint-Brieuc u. a. 1859, (Digitalisat).
- Myrdhinn ou l’enchanteur Merlin. Son histoire ses œuvres, son influence. Didier, Paris 1861, (Digitalisat).
- Les Romans de la Table Ronde et les contes des anciens Bretons. 3eme édition, revue et considérablement modifiée. Didier, Paris 1861, (Digitalisat).
- Poèmes bretons du moyen-âge. Avec un Glossaire-Index. Didier u. a., Paris u. a. 1879, (Digitalisat).